# Louis de Poitiers (évêque de Metz)
Pour les articles homonymes, voir Louis de Poitiers.
Louis de Poitiers, mort le 16 août 1327 en Diois, est un prélat du XIVe siècle, successivement évêque de Viviers, de Langres, puis prince-évêque de Metz, issu de la maison de Poitiers-Valentinois.

## Biographie

### Origines
Louis de Poitiers naît après mai 1277, puisqu'il est absent du testament de son père établit à cette date,.
Il est le fils d'Aymar IV de Poitiers, comte de Valentinois et de Diois, et de Hippolyte, dite Polie, de Bourgogne-Comté, dame de Saint-Vallier, fille d'Hugues de Chalon et Alix de Méranie, comtesse palatine de Bourgogne, (Le Gallia Christiana indiquait Aymar III).
Son frère, Aymar V, succède à leur père.

### Évêque de Viviers
Il semble avoir été, selon le site Internet de généalogie Foundation for Medieval Genealogy (MedLands), diacre du Puy vers 1300, chanoine de Paris et de Lyon, puis à partir de 1302 prévôt.
Avant d'accéder au siège de Viviers, il est prévôt de Normandie en l'église de Chartres, selon une quittance de juin 1306,.
Alors qu'il n'est que clerc, le Chapitre de Viviers l'élit, le 27 août 1306, pour monter sur le trône épiscopal de Viviers,. Il porte le nom de Louis Ier, Ludovicus I. Son élection est acceptée par le pape Clément V, le 28 novembre 1306,. Ce dernier autorise l'archevêque de Vienne de lui conférer les ordres mineurs, ainsi que la consécration épiscopale,. 
Son prédécesseur, Aldebert de Peyre (1297-1306), avait refusé de prêter serment d'allégeance au roi de France. Le sénéchal de Beaucaire a alors lancé une expédition militaire et a pris Saint-Just-d'Ardèche. Des négociations ont alors commencé en 1303 et se sont terminées par un accord le 10 juillet 1305, ratifié par le roi Philippe IV le Bel à Lyon le 3 janvier 1306 et par l'évêque le 3 février. Dans cet accord, le diocèse de Viviers bénéficie d'une exemption fiscale, l'évêque et le chapitre conservent le droit de justice, l'évêque peut continuer à battre monnaie et garde son diocèse en franc-alleu. L'empereur du Saint-Empire romain germanique, dont l'évêque était prince du Saint-Empire, ne proteste pas contre cette mainmise du roi de France sur le Vivarais.
Le 2 janvier 1308, l'évêque de Viviers, Louis de Poitiers, se rend à Vincennes et se reconnaît vassal du roi de France Philippe IV pour ses domaines. L'acte scèle l'intégration du Vivarais au royaume de France. La convention signée avec le roi porte son sceau dans lequel on voit l'évêque avec des fleurs de lis, symbole du roi de France, en arrière plan, et en bas se trouve un écu, chargé de six besants d... (armes des Poitiers).

### Évêque de Langres et de Metz
Il est encore évêque de Viviers dans un acte du 4 septembre 1318. Le siège est considéré comme vacant l'année suivante. Il est ensuite transféré sur le siège de Langres.
Dans un acte du 23 avril 1321, il reconnaît devoir 1000 livres à son père.
Des chanoines ayant refusé l’accès de leur église à son procureur qui venait en prendre possession, il en aurait fait enfoncer les portes. Le 17 juin 1322, il est condamné à une amende de 26 000 livres par le parlement.
Le 3 avril 1324, il est transféré à l'évêché de Metz où il fait son entrée solennelle le 1er février 1325.
En juin 1324, il reçoit, de même que son père, Aymar l'Ancien, et son frère, Aymar le jeune, une lettre du pape Jean XXII, indiquant partager leur peine à la suite de la mort du fils aîné d'Aymar le jeune,.
Il rencontre des difficultés et il est chassé par les habitants de Metz,.

### Retrait et mort
En raison de ses difficultés, il se retire à Puygiron, près de Montélimar, dans un château qu'il a fait édifier,.
Louis de Poitiers meurt le 16 août 1327 (Regeste dauphinois), (Roche donne l'année 1328). Le Regeste dauphinois indique qu'il meurt au monastère de Saou (Saone), en Diois,. L'abbé Roche (1894) et Chevalier (1897) le font mourir dans son château de Puygiron.
Son neveu Adhémar de Monteil lui succède à la tête de l'évêché de Metz.